# گرترود بمبریک
گرترود بَمبریک (انگلیسی: Gertrude Bambrick؛ ۲۴ اوت ۱۸۹۷ – ۱۰ ژانویهٔ ۱۹۷۴) یک هنرپیشه دوران صامت اهل ایالات متحده آمریکا بود. وی بین سال‌های ۱۹۱۲ تا ۱۹۱۶ میلادی فعالیت می‌کرد.